# Fladengreuth
Fladengreuth (fränkisch: Graid bzw. Flohdn-graid) ist ein Gemeindeteil der Gemeinde Rügland im Landkreis Ansbach (Mittelfranken, Bayern). Fladengreuth liegt in der Gemarkung Unternbibert.

## Geografie
Im Weiler entspringt der Fladengreuther Graben, ein linker Zufluss der Bibert. 0,5 km südöstlich liegt das Weinskershölzl, 0,5 km nördlich liegt das Bergholz. Eine Gemeindeverbindungsstraße führt zur Staatsstraße 2245 (0,5 km nordwestlich) bzw. nach Unternbibert zur Kreisstraße AN 24 (1,5 km südöstlich).

## Geschichte
Der Ort wurde 1340 als „Ruetlin“ erstmals urkundlich erwähnt. Es handelte sich also um eine Siedlung, die durch Rodung des Waldes ermöglicht wurde. Erst 1505 wurde die Form „Fladengerewt“ bezeugt, wahrscheinlich um den Ort von anderen ähnlich lautenden Orten – etwa die 8 km weiter nördlich gelegenen Orte Wilhelmsgreuth und Jobstgreuth – besser unterscheiden zu können. Das Bestimmungswort „Fladen-“ verweist auf die flache Ebene.
Gegen Ende des 18. Jahrhunderts bestand Fladengreuth aus zwei Höfen und einem Gemeindehirtenhaus. Das Hochgericht, die Dorf- und Gemeindeherrschaft und die Grundherrschaft über beide Anwesen übte das Obervogteiamt Virnsberg aus.
Im Rahmen des Gemeindeedikts wurde Fladengreuth dem 1808 gebildeten Steuerdistrikt Buch und der 1811 gegründeten Ruralgemeinde Buch zugeordnet. Am 1. Oktober 1821 wurde Fladengreuth mit Daubersbach und Kräft nach Unternbibert umgemeindet. Am 1. Januar 1977 wurde die Gemeinde Unternbibert im Zuge der Gebietsreform in Bayern nach Rügland eingemeindet.

## Einwohnerentwicklung
| Jahr      | 001818 | 001840 | 001861 | 001871 | 001885 | 001900 | 001925 | 001950 | 001961 | 001970 | 001987 | 002014 |
| Einwohner | 32     | 37     | 48     | 37     | 43     | 37     | 42     | 49     | 39     | 34     | 35     | 23     |
| Häuser    | 6      | 6      |        |        | 8      | 8      | 5      | 7      | 6      |        | 7      |        |
| Quelle    | [ 12 ] | [ 13 ] | [ 14 ] | [ 15 ] | [ 16 ] | [ 17 ] | [ 18 ] | [ 19 ] | [ 20 ] | [ 21 ] | [ 22 ] | [ 1 ]  |

## Religion
Der Ort ist seit der Reformation evangelisch-lutherisch geprägt und bis heute nach St. Bartholomäus (Unternbibert) gepfarrt. Die Einwohner römisch-katholischer Konfession sind nach St. Dionysius (Virnsberg) gepfarrt.